# دنیاگیری کووید-۱۹ در عراق
دنیاگیری کووید-۱۹ در عراق بخشی از دنیاگیری بیماری کروناویروس ۲۰۱۹ در جهان است. اولین مورد تأیید شده در عراق در ۲۲ فوریه ۲۰۲۰ در نجف اعلام شد.